# ちば県北農業協同組合
ちば県北農業協同組合（ちばけんほくのうぎょうきょうどうくみあい、JAちば県北、ちば県北農協）は、千葉県野田市に本店を置いていた農業協同組合。2010年（平成22年）1月1日、柏市農業協同組合・西船橋農業協同組合と合併し、ちば東葛農業協同組合（本店：柏市）となった。

## 店舗
- 本店
千葉県野田市中里513
- うめさと支店
千葉県野田市山崎1949-1
- 福田支店
千葉県野田市瀬戸974-1
- 旭支店
千葉県野田市目吹1373-3
- 七福支店
千葉県野田市谷津45-1
- 川間支店
千葉県野田市中里513
- 木間ヶ瀬支店
千葉県野田市木間ヶ瀬3196-2
- 二川支店
千葉県野田市柏寺296
- 関宿支店
千葉県野田市関宿台町271
- 中根支店
千葉県野田市花井新田253-2
- 川間駅前支店
千葉県野田市尾崎840-34